# فران كرانز
فران كرانز (بالإنجليزية: Fran Kranz)‏ هو ممثل أمريكي، ولد في 13 يوليو 1981 بكاليفورنيا في الولايات المتحدة.

## أعمال

### أفلام
- (2001) دوني داركو[5]
- (2003) رجال عود الثقاب[6]
- (2004) القرية
- (2011)  قواعد رودريك[7]
- (2012) كوخ الغابة[8]
- (2017) برج الظلام[9]

### مسلسلات
- ذا غود وايف

## وصلات خارجية
- فران كرانز على موقع IMDb (الإنجليزية)
- فران كرانز على موقع ألو سيني (الفرنسية)
- فران كرانز على موقع أول موفي (الإنجليزية)
- فران كرانز على موقع قاعدة بيانات برودواي على الإنترنت (الإنجليزية)
- فران كرانز على موقع قاعدة بيانات الأفلام السويدية (السويدية)
- فران كرانز على موقع قاعدة بيانات الفيلم (الإنجليزية)
- فران كرانز على موقع كينوبويسك (الروسية)